# Мокра (планина в Албания)
Вижте пояснителната страница за други значения на Мокра.
Мокра (на албански: Mokër или Mokra) е планина в Югоизточна Албания. Планината обгражда от запад, югозапад и отчасти от юг Охридското езеро, като го отделя на запад от басейна на Шкумба, а на юг от басейна на Девол. На север планината прелива в Ябланица, а на запад във Валамара. Около и в планината е разположена едноименната област Мокра.

## Етимология
Името на планината е женски род от българското прилагателно мокър.